# Nunburnholme
Nunburnholme – wieś w Anglii, w hrabstwie East Riding of Yorkshire. Leży 32 km na północny zachód od miasta Hull i 271 km na północ od Londynu. W 2001 miejscowość liczyła 253 mieszkańców.